# Vicente Inglada Ors
Vicente Inglada Ors (Alacant, 9 de gener de 1879 - Madrid, 9 de gener de 1949) va ser un militar, enginyer geògraf i científic valencià.
A més de militar, Vicente Inglada Ors va ser professor d'astronomia, geodèsia i meteorologia a l'Escola Superior de Guerra. El seu camp d'expertesa va ser, però, l'estudi físico-matemàtic de la sismologia. Com a militar, va arribar a ser tinent coronel. Com a sismògraf, és considerat l'introductor a la península de la sismologia teòrica. De 1910-1923 va ser director de l'Estació Sismològica Central de Toledo, el centre més important d'Espanya en aquesta matèria. El 1923 publicà el llibre 'La Sismología. Sus métodos. El estado actual de sus problemas fundamentales. La prospección sísmica', que incloïa noves fórmules sobre el càlcul dels hipocentres, els punts on es generen els terratrèmols i que aviat van ser usades pels sismòlegs d'arreu del món. Després de la Guerra Civil va ser cap del Servei Sismològic Nacional i vicedirector de l'Institut Nacional de Geofísica del Consell Superior d'Investigacions Científiques. Va ser membre de les Acadèmies de Ciències de Madrid, Còrdova i Barcelona. Va publicar més de 100 articles cíentífics a revistes internacionals.
Abans del 1919 el càlcul de l'hipocentre es feia a partir d'uns procediments molt complicats, tot i que factibles. Quan té lloc el terratrèmol del Baix Segura (setembre 1919), el govern encarrega a Inglada Ors una investigació sobre el seu origen, que acabaria sent molt influent. De fet, a partir d'aquest treball de camp, presentaria dos anys més tard les conegudes com a fórmules Inglada. En concret, mitjançant diverses consideracions geomètriques va deduir que la profunditat de l'hipocentre era directament proporcional a la diferència del radi de dues isoistes consecutives.
Inglada també va ser un important promotor de la llengua auxiliar internacional esperanto, llengua que va aprendre de la mà de Ramon Andreu i Bella a l'Ateneu de Madrid. En aquesta llengua va fundar la primera revista de l'estat espanyol La Suno Hispana, juntament amb Augusto Jiménez Loira i Ricardo Codorniu i va publicar diversos diccionaris i llibres d'aprenentatge. Va ser membre del Comitè d'Esperanto i de l'Acadèmia d'Esperanto i, juntament amb destacats militars com Julio Mangada o Emilio Herrera, de l'Associació de Militars Esperantistes. També va ser vicepresident de l'Associació Científica Esperantista Internacional (ISAE). Va guanyar diversos premis literaris per les seves obres originals en aquesta llengua i també va fer nombroses traduccions de la literatura castellana i catalana a l'esperanto. Entre elles, podem destacar diversos capítols de Don Kiĥoto de Manĉujo (El Quixot) o La blinda bovino (La vaca cega) de Joan Maragall.

## Obres
Sismologia
- "Las isosistas y los efectos destructores del temblor de tierra". Ibérica, XIV, 11 dic. 1920; 363-366.
- Nuevas fórmulas para abreviar el cálculo de la profundidad aproximada del foco sísmico por el método de Kövesligethy, y su aplicación a algunos temblores de tierra (en castellà). Madrid: Talleres del Instituto Geográfico y Estadistico, 1921.
- La Sismología. Sus métodos. El estado actual de sus problemas fundamentales. Madrid, Instituto Geográfico, 1923.
- "La colaboración íntima en sus trabajos de investigación, condición indispensable del rápido progreso de las ciencias telúricas" Ibérica, XXIV, 11 jul. 1925; 44-48.
- "Estudio de sismos españoles. El terremoto del Bajo Segura de 10 de septiembre de 1919. Cálculo de su profundidad hipocentral y de la hora inicial de sus sacudidas en el foco y en el epicentro." Revista de la Real Academia de Ciencias Exactas, Físicas y Naturales 23, 1927: 337-409.
- "Procedimiento expeditos de localización de focos sísmicos". Memorias de la Real Soco Esp. de Hist. Nat. XIII, Madrid, 1927; pp. 203-247.

Esperanto
- Amb Antonio López Villanueva. Manual y ejercicios de la lengua internacional esperanto. Ed. José Espasa e Hijos. Barcelona, 1903.
- Amb R. Duyos Sedó. Curso práctico de esperanto: lecciones graduadas y ejercicios para aprender rápidamente la lengua internacional. 1906
- Zamenhof, L.L. (trad. Vicente Inglada Ors). Fundamento de Esperanto. 1913.
- Amb Antonio López Villanueva. Vocabulario español-esperanto. Ed. José Espasa e Hijos. Barcelona, 1921.